# Saint-Jean-de-Duras
Saint-Jean-de-Duras é uma comuna francesa na região administrativa da Nova Aquitânia, no departamento Lot-et-Garonne. Estende-se por uma área de 16,33 km². Em 2010 a comuna tinha 254 habitantes (densidade: 15,6 hab./km²).